# Orlu, Ariège
Orlu är en kommun i departementet Ariège i regionen Occitanien i södra Frankrike. Kommunen ligger  i kantonen Ax-les-Thermes som ligger i arrondissementet Foix. År 2022 hade Orlu 160 invånare.

## Befolkningsutveckling
Antalet invånare i kommunen Orlu
Referens: INSEE